# Mellum
Mellum è una delle isole Frisone Orientali sulla costa tedesca del Mare del Nord. L'isola fa parte del Bundesland (stato federale) della Bassa Sassonia. Copre un'area di 3 km².